# ديفيد هيغينز
ديفيد هيغينز (بالإنجليزية: David Higgins) هو قاضي ومحامي وسياسي أمريكي، ولد في 2 أغسطس 1789، وتوفي في 15 ديسمبر 1873 في واشنطن العاصمة في الولايات المتحدة. حزبياً، نشط في الحزب الديمقراطي. وقد انتخب عضو مجلس نواب أوهايو.